# Freakazoid!
Freakazoid! è una serie animata statunitense prodotta dalla Amblin Entertainment di Steven Spielberg e Warner Bros. Television Animation. Durante la rinascita dell'animazione degli anni novanta è la terza collaborazione tra le due case di produzione ed è stata trasmessa su The WB dal 9 settembre 1995 al 1º giugno 1997. In Italia è andata in onda su Rai 2 per la prima volta nel settembre 1997.

## Trama
Dexter Douglas è un sedicenne appassionato di computer che viene risucchiato in Internet eseguendo per errore un codice a seguito della pressione di alcuni tasti da parte del proprio gatto, che provoca il verificarsi di un bug nel processore; ne esce dotato di un costume rosso e bianco, pelle bluastra, una pettinatura nera e bianca striata e poteri eccezionali (da una forza sovrumana sino a un'elevata resistenza e rapidità), seppur con una minata sanità mentale, facilmente compromessa da qualunque evento assurdo possa accadere in sua presenza, e usa i suoi poteri regolarmente per impressionare le ragazze. Una volta mutato in Freakazoid! pronunciando la formula “Flippati!”, il protagonista può assumere inoltre poteri secondari casuali e temporanei, ma è vulnerabile alle sbarre di grafite cariche di ioni negativi e ai gas prodotti dalla decomposizione dei rifiuti organici.

## Concept

### Premessa
Bruce Timm, meglio conosciuto come uno dei protagonisti della DC Animated Universe, originariamente intendeva che fosse una semplice serie di azione-avventura di supereroi con sfumature comiche, ma il produttore esecutivo Steven Spielberg ha chiesto al produttore e scrittore della serie Tom Ruegger e al team di Animaniacs di trasformare Freakazoid! in una commedia a tutto campo. La serie è simile ad altri programmi guidati da Ruegger come Animaniacs, e l'umorismo è unico nelle sue inclusioni di slapstick, quarta parete, parodia, umorismo surreale e riferimenti culturali pop.

### Creazione e ispirazione
L'umorismo in Freakazoid! faceva molto affidamento su slapstick, parodia e riferimenti culturali pop. A causa del fatto che la serie è metafinzione, gran parte della serie era umorismo consapevole (cioè rompere la quarta parete); per esempio, dopo la prima apparizione della Freakmobile, la serie va immediatamente in uno spot improvvisato per una versione giocattolo, e più avanti nell'episodio, Freakazoid si rivolge a un pubblico, congratulandosi con lo staff per quanto duramente hanno lavorato per rendere la serie di giocattoli. Una tipica gag in esecuzione comporta un credito ripetuto per "Weena Mercator come la donna saltellante", anche se nessun personaggio del genere appare in nessun episodio. Il suo credito è solitamente preceduto da una serie di altri nomi di fantasia e seguito da un regista di fantasia. Lo spettacolo ha anche incorporato umorismo rivolto all'allora appena fondato WB Network, come mettere in discussione il significato delle iniziali "WB", ad esempio "Weird Butt" o "Wet Bananas" invece di Warner Bros.
Freakazoid! fatto uso frequente di filmati di repertorio, tra cui la scena pacifica di un campo di fiori ("Relax-O-Vision"), numerose persone che urlano ("Scream-O-Vision"), bavaresi vestiti in modo tradizionale che ballano e si schiaffeggiano a vicenda, un uomo essere colpito alla pancia con una palla di cannone e un uomo che lotta contro un orso.
Le apparizioni cameo erano anche un elemento importante dell'umorismo dello show. In vari momenti, Freakazoid! ha ospitato le apparizioni di personaggi di altri cartoni della Warner Bros. come Mignolo e Prof., Animaniacs e persino un'apparizione insinuante di Batman dalla versione animata di Bruce Timm, che ha uno stile di disegno simile (il suo concetto di vecchi titoli in stile film al l'inizio di ogni episodio è stato replicato anche in Freakazoid!). Anche i ritratti di molte celebrità (incluso il produttore Steven Spielberg) e le apparizioni di personaggi come Jack Valenti, Leonard Maltin e Mark Hamill erano all'ordine del giorno. il falegname Norm Abram aveva un intero episodio, "La rivincita" (Normadeus in originale), costruito intorno a lui. Un personaggio originale, un uomo dall'aspetto bizzarro di nome Emmitt Nervend, non svolge alcun ruolo se non quello di consentire una caccia in stile Where's Waldo? per i suoi costanti cameo (completi del numero delle sue apparizioni annunciate nei titoli di coda).
Freakazoid! è stato creato dall'animatore Bruce Timm, che aveva precedentemente prodotto Batman: The Animated Series, e Paul Dini, che era un editor di storie per I favolosi Tiny. Timm è stato chiamato da Steven Spielberg, che ha detto che "ha apprezzato" la serie Batman di Timm, per aiutare a creare una nuova serie di supereroi. Dopo un incontro con Spielberg, Timm ha detto che a Spielberg "piaceva molto" l'idea per la serie, dopo di che Timm e Dini hanno creato il personaggio Freakazoid, un supereroe spigoloso e folle con una personalità maniacale. Timm ha inventato il nome per il personaggio in modo naturale, come ha ricordato, "Il nome 'Freakazoid' mi è semplicemente saltato fuori, non so nemmeno da dove. Ho detto 'Oh, sì, Freakazoid, quello potrebbe essere un nome interessante.'"
Timm ha originariamente creato Freakazoid! essere una "serie di avventura" serie con alcune sfumature comiche. Tuttavia, la sua idea iniziale per la serie non è stata realizzata, come ha affermato: "Non mi dispiace che non sia sul mio curriculum. Ho rinunciato molto presto. È iniziato come una serie di avventura, ma ha finito per trasformarsi sempre più in una serie comica; ogni volta che avevamo un incontro con Steven, il concetto cambiava un po', sic, e continuava a orientarsi sempre più verso la commedia demenziale. È iniziato davvero quasi come Spider-Man, a quel livello di un supereroe adolescente. E ha raggiunto un punto in cui è diventata una commedia con il tipo di umorismo di Tiny Toon Adventures/Animaniacs. Non ho nulla in contrario; È solo che non ho un talento per questo, quindi ho mollato la cauzione—ho solo bazzicato qui mentre il mio staff doveva fare la serie."
Dopo che Timm lasciò la serie, Tom Ruegger, che sviluppò le altre serie di Spielberg I favolosi Tiny e Animaniacs, fu chiamato a sviluppare nuovamente la serie che Timm aveva creato "dalle fondamenta". La versione della serie di Ruegger utilizzava alcuni dei design e dei concetti di Timm, ma Timm ha affermato che la serie è stata "radicalmente modificata" per diventare la serie comica che era più di gradimento di Spielberg.
Ruegger ha quindi iniziato a scrivere storie per la serie e ha tirato fuori una serie di segmenti molto brevi. A Spielberg piaceva quello che aveva scritto Ruegger, ma voleva anche storie più lunghe per la serie. Ruegger ha quindi chiesto agli scrittori John McCann e Paul Rugg di entrare nella serie per scrivere storie più lunghe ed elaborate per la serie e, secondo Rugg, "capire cosa sarebbe stato questo 'Freakazoid!', e la risposta è stata: 'Non lo sapevamo', e ancora non lo sappiamo".
L'animazione per la serie è stata realizzata interamente da Toei Animation, nonostante è stata esternalizzata da altre produzioni asiatiche.

### Personaggi e doppiatori italiani

#### Famiglia Douglas
- Freakazoid (Vittorio Guerrieri) - Il protagonista della serie. Una volta era un geniale asso dei computer di 16 anni di nome Dexter Douglas che è diventato Freakazoid da un chip Pinnacle sovraccarico all'interno del suo computer. Frequenta la Harry Connick High School. Dexter e Freakazoid a volte si identificano come identità separate e altre volte si considerano la stessa persona.
- Duncan Douglas (Massimiliano Alto) - Il fratello maggiore di Dexter. È un prepotente nei confronti di Dexter ed è ritratto come una caricatura di un atleta delle superiori.
- Douglas Douglas (Roberto Stocchi) - Il padre di Dexter. Un commerciante di automobili che pensa che un goblin viva nel serbatoio della sua macchina. Occasionalmente usato per le risate come una figura paterna tecnologicamente inetta stereotipata.
- Debbie Douglas - La madre di Dexter. Non ha idea che suo figlio sia Freakazoid, ed è in generale allegra e senza tracce. Le sue battute spesso coinvolgono soggetti cupi pronunciati in un tono allegro, una parodia di una madre domestica stereotipata.
- Mr. Chubbikins - Il gatto morbosamente obeso dei Douglas che in precedenza si chiamava Mr. Chubbskins. È saltato sulla tastiera di Dexter mentre inseguiva una farfalla, digitando accidentalmente la sequenza di tasti che ha attivato il difetto del chip Pinnacle, trasformando Dexter in Freakazoid.

#### Alleati
- Sergente Mike Cosgrove (Angelo Nicotra nella prima stagione e Paolo Marchese nella seconda stagione) - Un poliziotto robusto e burbero con un cuore d'oro, amico di Freakazoid e di molti altri personaggi. Parla con un tono burbero e monotono e mostra pochissimo entusiasmo per qualsiasi cosa. Ha la capacità di convincere le persone a fermare qualunque cosa stiano facendo a comando, non importa cosa stiano facendo in quel momento, che sia preso dal panico alla vista di un cattivo, rubando una televisione, o tentando di catturare Cosgrove e Freakazoid. Cosgrove possiede anche il potere di trovare Freakazoid ovunque si trovi guidando la sua macchina della polizia in quel luogo. Spesso interrompe gli eroici sforzi di Freakazoid per chiedergli di visitare vari intrattenimenti, e Freakazoid accetta sempre con entusiasmo. Durante queste visite Cosgrove rivela informazioni importanti sulla trama dell'episodio, inclusa la posizione del cattivo o le azioni malvagie. Freakazoid quindi si precipita a sventare il piano del cattivo, lasciando Cosgrove a godersi l'attrazione per se stesso.
- Roddy MacStew (Saverio Indrio) - mentore di Freakazoid; uno scozzese irascibile che una volta lavorava per Guitierrez. Per prima cosa ha scoperto che il chip Pinnacle era difettoso. Nella continuazione di "Il circuito integrato" è rimasto intrappolato in Internet. Successivamente è stato cacciato da Internet da Guitierrez e ha ripreso il suo ruolo di mentore.
- Steff (Monica Ward nella prima stagione e Laura Latini nella seconda stagione) - La vivace fidanzata bionda di Freakazoid; il suo vero nome è Stephanie. Scopre l'identità segreta di Freakazoid quando Cosgrove la indica accidentalmente ad alta voce nell'episodio "Missione Freakazoid".
- Hans - Un misterioso agente con un accento dell'Europa occidentale, che porta Freakazoid al laboratorio del professor Heiney.
- Professor Heiney (Oliviero Dinelli) - Uno scienziato, con un laboratorio in montagna, a cui Freakazoid va spesso per chiedere aiuto. Fa ricerche sui mostri, li fulmina e viene spesso attaccato da loro nel suo laboratorio.
- Ingmar - Il maggiordomo muto di Freakazoid, incaricato della manutenzione del Freakalair. Ha lasciato nell'episodio "Missione Freakazoid" per diventare un clown rodeo ed è stato sostituito dal professor Jones. Decollo su Bernardo, il muto servitore di Zorro e il maggiordomo di Batman, Alfred Pennyworth.
- Professor Jones (Stefano Mondini) - Un servitore altezzoso e codardo, che ricrea il suo ruolo di Dottor Zachary Smith di Lost in Space. Apparso solo nella seconda stagione a partire dall'episodio "Missione Freakazoid". È il sostituto del precedente maggiordomo del Freakalair. Non va d'accordo con Cosgrove e ottiene poco rispetto da Freakazoid, o da chiunque altro.
- Joe Leahy (Michele Kalamera) - Un uomo molto vocale che fa la voce narrante della serie, che a volte è più coinvolto di quanto il lavoro normalmente richiede.
- Baba il Freakagnolino (Foamy the Freakadog in originale) - Un cane feroce e rabbioso che Freakazoid aveva liberato dal canile. Foamy è dipinto di blu, ha un costume da Freakazoid ed è incline a maul e / o battere Freakazoid in poltiglia, anche nelle loro missioni.
- Handman - Il breve "braccio destro" di Freakazoid. È letteralmente solo una faccia dipinta sulla mano destra di Freakazoid che ha grandi difficoltà a pronunciare correttamente il nome di Freakazoid. Si innamorò e sposò Handgirl, una faccia dipinta sulla mano sinistra di Freakazoid. Nella versione italiana è nominato Uomo Mano.
- Expendable Lad - Il breve aiutante di Freakazoid dall'inizio dell'episodio "Il suo nome è Fanboy". È stato portato in ospedale a causa delle ferite riportate dall'attacco di Milk Man che gli ha procurato una ferita alla clavicola. Expendable Lad fu successivamente rilasciato dal servizio di Freakazoid. Nella versione italiana è nominato Capro espiatorio.
- Norm Abram - Il maestro carpentiere. Apparso nell'ultimo episodio "La rivincita". È stato rapito da Lobe per creare uno strumento di legno per distruggere Freakazoid, ma si è liberato e ha aiutato a ribaltare la situazione contro Lobe e i suoi alleati cattivi. Abram ha fornito la sua voce e la sua linea di marchio per l'episodio.
- Leonard Maltin (Vladimiro Conti) - È stato rapito dal dottor Mystico durante l'episodio "L'isola del dottor Mystico", mentre Maltin esprimeva la sua opinione sullo stesso episodio. Freakazoid sottolinea che i prigionieri di Mystico hanno tutti dei superpoteri, e quello del signor Maltin è che conosce ogni film mai realizzato. Maltin ha fornito la sua voce per l'episodio.

#### Antagonisti
- Lobe (Oliviero Dinelli) - Acerrimo nemico di Freakazoid. È un supergenio la cui intera testa sembra essere un cervello gigante. Nonostante il suo alto intelletto, ha un'autostima molto bassa, una volta anche avendo uno schema sventato da Freakazoid che semplicemente insulta il piano, nonostante ne sia rimasto impressionato. Nessuna informazione di base di alcun tipo viene fornita per Lobe; nemmeno il suo vero nome viene rivelato. Nella versione italiana è nominato Il cervello. I suoi tirapiedi sono Medulla e Oblongata.
- Cobra Queen (Sonia Scotti) - Audrey Manatee è una ex-taccheggiatrice il cui incontro con un cosmetico sperimentale lasciato al sole troppo a lungo l'ha trasformata in una donna cobra, con il comando su serpenti e altri rettili. Negli episodi successivi, Cave Guy e Cobra Queen sono una coppia. Ha una tana nelle fogne e spesso si lamenta della mancanza di luce fino a quando Freakazoid non le ha suggerito di procurarsi lanterne giapponesi. L'ha sconfitta quando lei sviene mentre cerca di dire "Silly Sally Sells Sappy Seashells in Seattle" (in seguito si chiede come abbia funzionato). Cobra Queen si presenta anche come parte della squadra in "Missione Freakazoid!". Sembra offesa se paragonata a Gatto Silvestro.
- Cave Guy (Gerolamo Alchieri) - Un teppista blu delle caverne con dizione, educazione e gusto di alta classe che parla con un tono WASP stereotipato. Il suo vero nome è Royce Mumphry e si iscrive a The New Yorker. Nella versione italiana è nominato Il cavernicolo.
- Longhorn (Mario Bombardieri nella prima stagione e Massimo Corvo nella seconda stagione) - Precedentemente Jubal "Bull" Nixon, un tempo era un dipendente della compagnia di lettiere per gatti Johnny Cat fino a quando non si è dedicato a una vita criminale. Poiché è stato cercato dalle forze dell'ordine così spesso, ha subito un intervento di chirurgia plastica per trasformarsi in un Longhorn del Texas umanoide. Ama la musica country e, nonostante sia un pessimo cantautore, è determinato a ottenere un contratto discografico a Nashville. Possiede un grosso camion, soprannominato "Bessie Mae". Il suo compagno è Turk.
- Armando Gutierrez (Andrea Ward) - L'uomo con la benda sull'occhio la cui azienda Apex Microchips ha progettato il chip Pinnacle difettoso responsabile della creazione di Freakazoid nonché il primo nemico di Freakazoid. Fisicamente, Guitierrez assomiglia a Ricardo Montalbán, che fornisce anche la voce del personaggio. Una delle sue battute ricorrenti è chiedere agli altri di ridere con lui. Originariamente un normale essere umano, ottiene brevemente poteri simili a quelli di Freakazoid sfruttando il difetto del chip Pinnacle. Negli episodi successivi, dopo la sua sconfitta, è diventato un cyborg incappucciato, che vuole ultimamente vendicarsi di Freakazoid.
- Jack Candela (Mino Caprio) - Un cattivo soprannaturale con un sacco di iuta sopra la testa, chiamato "l'Uomo Nero, quello vero" nella serie. Rapisce chiunque dica il suo nome e lo lega con una corda. Ha un debole per la torta e si diverte a guardare I forti di Forte Coraggio.
- Waylon Jeepers (Pasquale Anselmo) - Un ometto inquietante originario di Venice Beach, CA, che ha creato l'orologio Medusa, che ha il potere di trasformare le persone in pietra. Ha anche creato un dispositivo simile che ha trasformato i castori in oro, e una volta ha evocato il demone Vorn l'Indicibile, con l'aiuto di un libro intitolato Come evocare i mostri l'E-Z Way. I suoi piani fanno infuriare Freakazoid e Jeepers è l'unico cattivo a cui Freakazoid non piace. Il suo nome è un riferimento al chitarrista country Waylon Jennings.
- Invisibo (Massimo Giuliani) - Vero nome: Ahmon Kor-Unch. Un faraone invisibile e dalla bocca intelligente che è visibile solo attraverso il personale di Anubis che trasporta. Mentre era sigillato all'interno di un sarcofago, Duncan spingendo Dexter nel suo sarcofago ha provocato la rottura del sigillo del sarcofago, consentendo a Invisibo di essere libero di riprendere la sua follia criminale. Freakazoid ha sconfitto Invisibo distruggendo il suo bastone e rinchiudendolo nel suo sarcofago che viene portato via dalle autorità.
- Nerdator - Un uomo che progettava di rapire tutti i nerd del mondo (che includeva anche Steven Spielberg) e assorbire le loro conoscenze per diventare un "Super-Nerd". Il suo piano ha avuto successo fino a quando Freakazoid non lo ha convinto degli svantaggi di essere un nerd. Nerdator ha interrotto la sua trama. Il design del personaggio è una parodia di Yautja.
- Vorn l'Indicibile - Un demone evocato da Waylon Jeepers, che somiglia al Cthulhu di Howard Phillips Lovecraft.
- Arms Akimbo - Un modello viziato diventato estorsore che, dopo anni di posa, è stato lasciato con le braccia congelate in una posa sbarazzina, le mani sui fianchi. Quando combatte, colpisce con i suoi gomiti sovradimensionati.
- Lattaio - Mostrato / menzionato solo nell'episodio "Il suo nome è Fanboy". Viene mostrato in un servizio giornalistico in una battaglia campale con Freakazoid e il suo allora aiutante, Expendable Lad. Come suggerisce il nome, usa il latte come tema.
- Faccia di gomma - Una donna criminale che può cambiare aspetto, ma viene spesso smascherata da Freakazoid.

#### Altri personaggi
Alcuni personaggi cadono da qualche parte nello spazio tra "nemici" e "alleati" per atterrare esattamente nella categoria dei "fastidi".
- Mo-Ron / Bo-Ron (Simone Mori) - Un alieno obeso e stupido proveniente dal pianeta di Barone. Il suo nome è stato successivamente cambiato in Bo-Ron, per placare le preoccupazioni dei censori della rete che l'uso della parola originale moron potesse essere offensivo. È una parodia di Ro-Man, il mostro dall'aspetto ridicolo del film Robot Monster. Nella versione italiana è nominato Ba-beo.
- Fanboy (Massimiliano Alto) - Un ragazzo ammiratore obeso, affetto da acne, socialmente goffo e aspirante aiutante di Freakazoid che è ossessionato da numerosi fumetti, programmi TV e film da The Black Hole - Il buco nero a Guerre stellari. Incontrò George Takei in un negozio di fumetti e gli diede la caccia, facendo correre Takei nel traffico e quasi essere investito da tre macchine.
- Cacciatore (Giorgio Locuratolo) - Una parodia di Robin Hood, è un supereroe dall'aria sfortunata.
- Lord Coraggio - Un supereroe romano altezzoso e cinico che vuole essere al centro dell'attenzione.
- Hero Boy - Il personaggio del titolo del programma televisivo preferito di Freakazoid che viene mostrato per la prima volta nell'episodio con lo stesso nome. Hero Boy non ha poteri e il suo spettacolo in bianco e nero è una parodia della serie animata giapponese Astro Boy.
- Steven Spielberg (Oliviero Dinelli) - Il produttore esecutivo della serie. La sua apparizione più notevole è stata in parte di un episodio in cui Freakazoid, Prof. di Mignolo e Prof. e Wakko Warner di Animaniacs sono in disaccordo su quale delle loro serie gli piace di più. In "Il Nerdatore", Steven Spielberg è tra i nerd che vengono catturati da Nerdator. Durante questo periodo, stava dirigendo un sequel di E.T. l'extra-terrestre chiamato Il ritorno di E.T..
- Paul Harvey - Un uomo rumoroso e odioso che spesso interrompe la storia per fornire informazioni di base su un cattivo (come si vede negli episodi con Cobra Queen e Longhorn), o per descrivere, piuttosto che mostrare, la fine di un episodio (dimostrato in "Candle Jack"). È una parodia del personaggio radiofonico con lo stesso nome, e prende in prestito anche il tormentone "il resto della storia" dal vero Harvey.
- Lonnie Tallbutt (Roberto Draghetti) - Un licantropo che chiede aiuto a Dexter. Il suo nome è una combinazione di quello di Lon Chaney Jr. e Lawrence Talbot, il personaggio interpretato da Chaney nel film del 1941 The Wolf Man. È incline ad afferrare i colletti delle camicie delle persone e urlare "Non capisci!"
- Emmitt Nervend - Un uomo basso e gobbo con i capelli simili a paglia e una smorfia congelata che di solito compare almeno una volta per episodio, sempre nei titoli di testa, ma di solito in sottofondo. Sta a guardare la telecamera, senza dire una parola. A volte le cose gli accadono direttamente, come lui in piedi fuori da un ristorante mentre raccoglie donazioni vestito da Babbo Natale e suona un campanello, uccelli che gli beccano la testa o raggi laser che sparano appena sopra la sua testa. I titoli di coda contengono spesso un credito che rivela quante volte Emmitt può essere trovato in un particolare episodio. Il suo aspetto è stato disegnato da Mitch Schauer.
- Weena Mercator come La Donna Saltellante - Una persona riconosciuta ogni volta che i crediti vengono usati in un episodio. Tuttavia, nessun episodio o schizzo ha mai rappresentato una donna saltellante. Il suo nome appare anche con più ortografie: "Mercator" in "Il ballo del destino" e "Mercatur" in "La nuova misteriosa".

## Crossover con Animaniacs, Mignolo & Prof., Teen Titans
In alcuni episodi appaiono brevemente i personaggi delle serie Animaniacs e Mignolo e Prof., prodotte dallo stesso Steven Spielberg. Nel quindicesimo episodio, quando Freakazoid discute con Wakko Warner e Prof per la preferenza del proprio cartone di Spielberg, lo stesso produttore domanda "E voi chi siete?".
Appare anche in un episodio di Teen Titans Go! (S6 ep.35 "Un eroe dal passato") per affrontare Lobe, il super cattivo degli anni '90.

## Trasmissioni e adattamenti nel mondo
Freakazoid! è stato trasmesso, oltre che in negli Stati Uniti e in Italia, anche in diversi Paesi in tutto il mondo. 
| Stato       | Canale/i televisivo     | Data prima TV |
| ----------- | ----------------------- | ------------- |
| Stati Uniti | Cartoon Network, The WB | 1995          |
| Italia      | Rai 2                   | 1997          |
| Giappone    | TV Asahi                | 1996          |